# Jan Klaasesz
Jan Klaasesz (IJlst, 5 februari 1907 – Voorschoten, 29 november 1997) was een Nederlands burgemeester, gouverneur van Suriname en commissaris van de Koningin.
Klaasesz was een zoon van de Friese huisarts Klaas Klaasesz en Geertruida Agatha Spannenburg. Hij studeerde rechten in Groningen, was rector van het Groningse studentencorps Vindicat atque Polit en studeerde daarna drie jaar internationaal recht aan de Sorbonne.
Hij werkte vervolgens bij de gemeentesecretarie van Groningen en was na de bevrijding, van mei 1945 tot februari 1946 waarnemend burgemeester van Haren en Hoogkerk. Daarna werkte hij ruim een jaar voor Unesco in Londen en Parijs. Per 1 mei 1947 werd Klaasesz burgemeester van Wageningen, waar hij slechts anderhalf jaar bleef. Van 1 oktober 1949 tot 16 januari 1956 was hij gouverneur van Suriname. Onder zijn gouverneurschap werden de verhoudingen tussen Nederland en de voormalige koloniën gemoderniseerd en kregen zij onder het Statuut voor het Koninkrijk verregaande autonomie; Klaasesz was daar een groot voorstander van. Het veranderde wel de taken van de gouverneur. In 1956 werd Klaasesz commissaris van de Koningin in de provincie Zuid-Holland, welke functie hij bekleedde tot zijn pensioen eind februari 1972.
In 1973 en 1974 was hij voorzitter van de Oosterscheldecommissie.
Voor zijn werk ontving Klaasesz meerdere onderscheidingen uit binnen- en buitenland.

## Privé
Jan Klaasesz trouwde in 1933 in Groningen met Leuntje Hendrika Adriana de Bruijne, met wie hij één zoon kreeg. Zijn vrouw ondersteunde hem in zijn functie van commissaris en verrichtte veel openingen van gebouwen en instellingen.
Hij was een wat ambtelijk persoon, maar stond wel bekend om zijn geestige en soms ietwat sarcastische toespraken.
Politiek was Klaasesz lid van de Vrijzinnig-Democratische Bond en vanaf de fusie daarvan met de SDAP in 1946 van de Partij van de Arbeid.
Klaasesz was in de jaren vijftig lid van de Raad der Vereniging van de Nederlandse Padvinders.